# Jan Lukasiewicz
Jan Lukasiewicz (polonès: Jan Łukasiewicz)  (Lviv, 21 de desembre de 1878 - Dublín, 13 de febrer de 1956) va ser un matemàtic polonès nascut a Lemberg, Galítsia, Àustria-Hongria (avui Lviv, Ucraïna). El seu principal treball matemàtic fou centrat al voltant de la lògica matemàtica. Va pensar de forma innovadora sobre la lògica proposicional tradicional, el principi de no contradicció i la llei del terç exclòs. Fou l'inventor de la notació polonesa, entorn de 1920.

## Vida i obra
Un gran nombre d'axiomatitzacions de la lògica proposicional es deuen a Łukasiewicz. Encara avui fem servir la seva axiomatització particularment elegant en solament tres axiomes. Pioner e investigador de la lògica polivalent, va introduir el seu càlcul proposicional de tres valors el 1917. Va ser el primer a axiomatitzar explícitament el càlcul lògic no clàssic. Va escriure sobre la filosofia de la ciència. La seva aproximació a la creació de la teoria de la ciència més comunament acceptada es pot comparar a la del pensament de Karl Popper.
Łukasiewicz va inventar la notació polonesa (d'aquest nom per la seva nacionalitat) per les connectives lògiques a 1920. Aquesta notació és l'arrel de la idea de pila recursiva, una memòria d'ordinador amb un funcionament que el darrer en entrar és el primer a sortir, proposada per alguns investigadors com Turing, Bauer i Hamblin, i implementada per primera vegada a 1957. Aquest disseny va portar a l'ordinador XDF9 multi-programat d'«English Electric» a 196, el qual tenia dos piles de registres per hardware d'aquesta mena. Un concepte similar hi ha darrere de la notació polonesa inversa (RPN, una notació de tipus postfix) a la calculadora Friden EX-130 i les seves successores, moltes calculadores Hewlett Packard, el llenguatge de programació Forth o el llenguatge de descripció de pàgines PostScript.
Al començament de la Segona Guerra Mundial va treballar en la Universitat secreta de Varsòvia («Uniwersytet Tajny Warszawski»), però al final de la guerra va trobar refugi a l'Alemanya nazi al poble de Hembsen, on va anar per la seva pròpia seguretat. En acabar la guerra va emigrar a Irlanda on va treballar a la Universitat de Dublín fins a la seva mort.

## Cronologia
- 1878 - naixement
- 1890-1902 - Estudis amb Kazimierz Twardowski en Lemberg (Lwów, L'viv)
- 1902 - doctorat (matemàtiques i filosofia), Universitat de Lemberg, amb la distinció més alta possible
- 1906 - acabat la tesi d'habilitació, Universitat de Lemberg (Lwów, L'viv)
- 1906 - es fa conferenciant
- 1910 - assajos en el principi de no-contradicció i del tercer exclòs
- 1911 - professor extraordinari a Lemberg (Lwów, L'viv)
- 1915 - convidat al novament reoberta Universitat de Varsòvia
- 1916 - declarat nou Regne de Polònia
- 1917 - desenvolupa nous càlculs proposicionals
- 1919 - ministre polonès d'educació
- 1920-1939 - professor a Universitat de Varsòvia; funda amb Stanisław Leśniewski l'Escola de Lwów-Varsòvia de lògica (vegeu també Alfred Tarski, Stefan Banach, Hugo Steinhaus, Zygmunt Janiszewski, Stefan Mazurkiewicz)
- 1928 - es casa amb Regina Barwińska
- 1946 - exili en Bèlgica
- 1946 - se li ofereix una càtedra a la University College Dublin
- 1953 - escriu autobiografia
- 1956 - mor en Dublín

## Curiositats
- L'asteroide 27114 Lukasiewicz va ser batejat en honor seu.
- Una notació inspirada en la de Łukasiewicz només que postfix en comptes de prefix, denominada notació polonesa inversa, roman en ús en algunes de les calculadores de la Hewlett-Packard com la HP 12C, així com en els llenguatges de programació Postscript i Forth.